# Rödingstjärnen (Piteå socken, Norrbotten)
Rödingstjärnen är en sjö i Piteå kommun i Norrbotten och ingår i Byskeälvens huvudavrinningsområde.